# 花岡正庸
花岡 正庸（はなおか まさつね、1883年10月24日 - 1953年2月15日）は、日本の酒造技術者。秋田清酒の父、秋田の酒造りの父、秋田吟醸酒の父などとされる人物である。

## 経歴
長野県中野市出身。1907年に大阪高等工業学校酒造科を卒業した。卒業後、実家の家業であった酒造に従事したが火災のため実家が廃業した。その後、1913年より丸亀税務監督局に勤務し、仙台税務監督局に転じ、1918年から秋田県醸造技師を兼任した。
酵母の硝酸銀応用や酒の低音長期保存法などの新技術を導入・普及させ、秋田における酒造業を牽引した。
1922年に秋田県酒造組合連合会長の伊藤恭之助や県内の有力者、企業家とともに秋田銘醸を創立し顧問となった。1925年に伊藤恭之助に請われ秋田県専任の醸造技師となった。1927年に秋田県工業試験場醸造部（現在の秋田県総合食品研究センター醸造試験場）を設立し、初代場長を務めた。1942年に退官し秋田銘醸の取締役を務めた。
1953年に矢島町（現在の由利本荘市の一部）で死去した。

## 人物
書家（斗南会所属）、俳人（石井露月門下、号は青陽）でもあった。